# Eöl
Eöl (tudi Črni vilin ali Mračni vilin) je izmišljen lik iz Tolkienove mitologije, serije knjig o Srednjem svetu britanskega pisatelja J. R. R. Tolkiena.
Bil je vilin Belerianda. Najbolj je znan kot izumitelj galvorna. Poleg tega je iz meteoritske kovine skoval dva meča: Anglachel (ali Anglahel) in  Anguirel.